# Georg von Boisman
Georg Tage Eugen von Boisman, född 12 augusti 1910 i Umeå stadsförsamling i Västerbottens län, död 4 april 1985 i Älvestads församling i Östergötlands län, var en svensk militär och modern femkampare.

## Militär karriär
von Boisman avlade studentexamen i Umeå 1929. Han avlade officersexamen vid Kungliga Krigsskolan 1932 och utnämndes samma år till fänrik vid Livgrenadjärregementet, där han befordrades till löjtnant 1936 och till kapten 1942. Han studerade vid Gymnastiska Centralinstitutet 1933–1935 och vid Krigshögskolan 1941–1943. År 1945 överfördes han från regementet till Generalstabskåren, varpå han 1947–1950 tjänstgjorde vid Livregementets grenadjärer. År 1950 befordrades han till major och tjänstgjorde vid Svea livgarde innan han senare samma år överfördes till Generalstabskåren och blev lärare vid Krigshögskolan, där han förblev till 1954. Han var chef för Utbildningsavdelningen vid Arméstaben 1954–1957, befordrad till överstelöjtnant 1955. Han tjänstgjorde 1957–1962 vid Västernorrlands regemente, från 1958 som överste och regementschef. Han var därefter chef för Sektion 2 i Arméstaben 1962–1968 samt chef för Armésektionen vid staben i Södra militärområdet 1968–1972. Han lämnade Krigsmakten 1972 som överste av första graden.

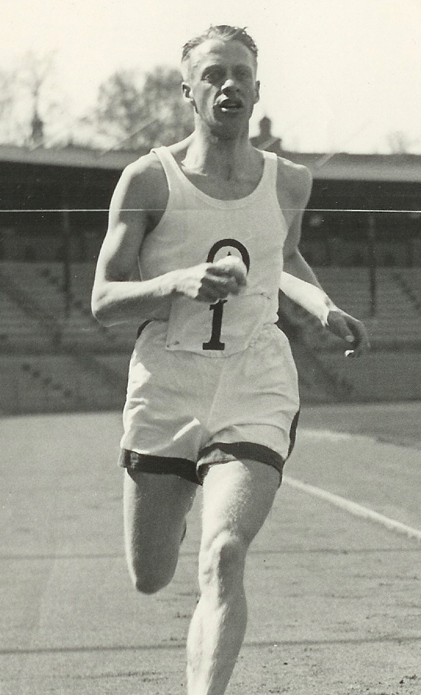
von Boisman på 1930-talet.

Georg von Boisman invaldes 1956 som ledamot av Kungliga Krigsvetenskapsakademien.

## Idrottskarriär
von Boisman tävlade för Sverige vid olympiska sommarspelen 1936 i Berlin, där han slutade på 10:e plats i modern femkamp. Han blev även svensk mästare i modern femkamp två gånger: 1935 och 1936.

## Utmärkelser
- Riddare av Svärdsorden, 1950.[10]
- Kommendör av Svärdsorden, 6 juni 1962.[11]
- Kommendör av första klass av Svärdsorden, 4 juni 1965.[12]